# Saldula oahuensis
Saldula oahuensis är en insektsart som först beskrevs av Blackburn 1888.  Saldula oahuensis ingår i släktet Saldula och familjen strandskinnbaggar. Inga underarter finns listade i Catalogue of Life.